# Samsung Gear 360
Samsung Gear 360 és un instrument fotogràfic de l'empresa sud-coreana presentat el 21 de febrer de 2016 durant el Mobile World Congress celebrat a Barcelona, Espanya. Aquest objecte permet capturar contingut multimèdia en 360 graus.
L'aparell electrònic forma part de la família de portables i accessoris que té Samsung amb el sobrenom Gear, com les ulleres de realitat virtual Samsung Gear VR, el rellotge intel·ligent Samsung Gear 2, els auriculars Samsung Gear Circle, o la polsera intel·ligent Samsung Gear Fit.

## Característiques de la càmera
La càmera que ofereix l'empresa de Corea del Sud és esfèrica. i mesura 66.7 mil·límetres d'alçada, 56.2 mil·límetres d'amplada i 60 mil·límetres de grossor. Això li agrega un pes aproximat de 153 grams. Addicionalment, té dues lents als seus extrems de 15 megapíxels i amb una obertura focal de f/2.0 cadascuna. Totes dues poden capturar fotografies de 30 megapíxels en conjunt i gravar vídeos amb una resolució 4K de 3,840x1,920 píxels a 30 fotogrames per segon. Per a treballs professionals, Samsung ofereix controls per modificar el balanç de blancs, la nitidesa, l'ISO, l'HDR i EV. Per obtenir el so en els vídeos, la càmera posseeix en la seva estructura micròfons que graven l'ambient al voltant d'aquesta
La càmera Gear 360 té una ranura per inserir una targeta micro SD amb una capacitat màxima de 128 gigabytes on l'usuari pot emmagatzemar el contingut multimèdia que desitgi. També té l'opció de connectar-se a través de Bluetooth a algun Smartphone Samsung compatible, i de processar, enfocar, dirigir la càmera, i guardar des d'aquí totes les fotos i els vídeos que es prenguin. A través de l'aplicació mòbil, la gent que utilitzi el dispositiu podrà compartir directament totes les seves creacions realitzades amb la càmera a serveis que suportin aquest tipus de format de vídeo com YouTube, Facebook, Google Street View, Milk VR, i qualsevol altra que admeti aquests arxius multimèdia.
La Gear 360 és resistent a esquitxades d'aigua o contra la pols gràcies a que compta amb la certificació IP53. L'empresa agrega que els líquids poden caure en qualsevol angle no major als 60 graus pel que fa a la vertical, ja que de l'altre costat poden causar problemes en l'equip fotogràfic.
L'aparell posseeix una bateria elèctrica removible que es carrega directament en la càmera a través d'un cable elèctric que connecta al port micro USB. També és possible agregar un trípode en la part inferior, la qual té dues funcions: permet mantenir-la estàtica i sense moviment en algun terreny pla i carregar-la amb les mans sense obstruir la visió dels lents.

## Publicitat de la càmera
Per fer publicitat al producte de Samsung, l'empresa va pujar al seu canal de YouTube tres vídeos en 360 graus mostrant el que pot arribar a fer la seva càmera. El primer mostra una presentació de ballet en un saló especialitzat on deu ballarines estan practicant i executant moviments de la seva disciplina, el segon mostra un esquiador i tot el trajecte que aquest recorre en les muntanyes nevades, i l'últim, per altra banda, és una demostració de tres joves que ensenyen a la càmera els seus millors trucs amb una pilota de futbol.

## Data de sortida al mercat
El 29 d'abril de 2016, Samsung va treure a la venda la primera versió de la cámara Samsung Gear 360 a Corea i Singapur. Aquest model és compatible amb el Samsung Galaxy S6 i posteriors.
El 25 de maig de 2017, una versió actualitzada de la Samsung Gear 360 va sortir a la venda. Aquesta nova versió compta amb una resolució millorada, que permet capturar vídeos 360 en 4K i a més a més permet compartir-losen directe en 2K.

## Càmeres o productes similars
- Nokia Ozo
- LG Cam 360
- GoPro
- Samsung Gear VR